# メリッサ・ギルバート
メリッサ・ギルバート（Melissa Ellen Gilbert、1964年5月8日 -）は、アメリカ合衆国の女優、政治家。同国カリフォルニア州ロサンゼルス出身。
日本では、子役時代の長編ドラマ作品『大草原の小さな家』のローラ役で知られる。

## 来歴

### 生い立ち
生後3日で俳優ポール・ギルバートと元女優バーバラ・クレインの養子として迎えられる。『大草原の小さな家』にウィリー役で出演していたジョナサン・ギルバートも同じくこの夫婦間の養子で、ジョナサンに加えて女優のサラ・ギルバートは戸籍上の弟妹である。

### 俳優としてのキャリア
2歳からCMに出演し、7歳で本格的に演技を始める。1974年より放送が開始されたTVドラマシリーズ『大草原の小さな家』でローラ役を演じ、一躍子役スターとなる。1984年のスペシャル『Little House: Bless All the Dear Children』までローラを演じ続けた。最年少でハリウッド・ウォーク・オブ・フェームを受けた。
15歳のときに制作プロダクションを設立し、『奇跡の人』を制作しエミー賞にノミネートされた。以降はテレビを中心に活動している。
2009年に自伝『「大草原の小さな家」主演女優の半生記 「ローラ」と呼ばれて』を発表し、過去にアルコールやドラッグ中毒であった事を告白した。

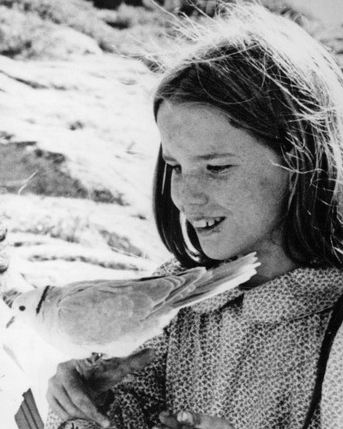
子役時代 (1975年)
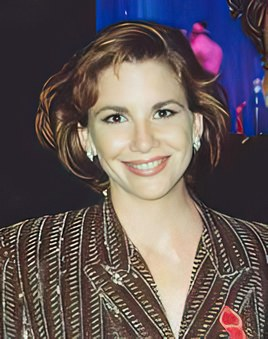
『エミー賞』授賞式にて (1991年)
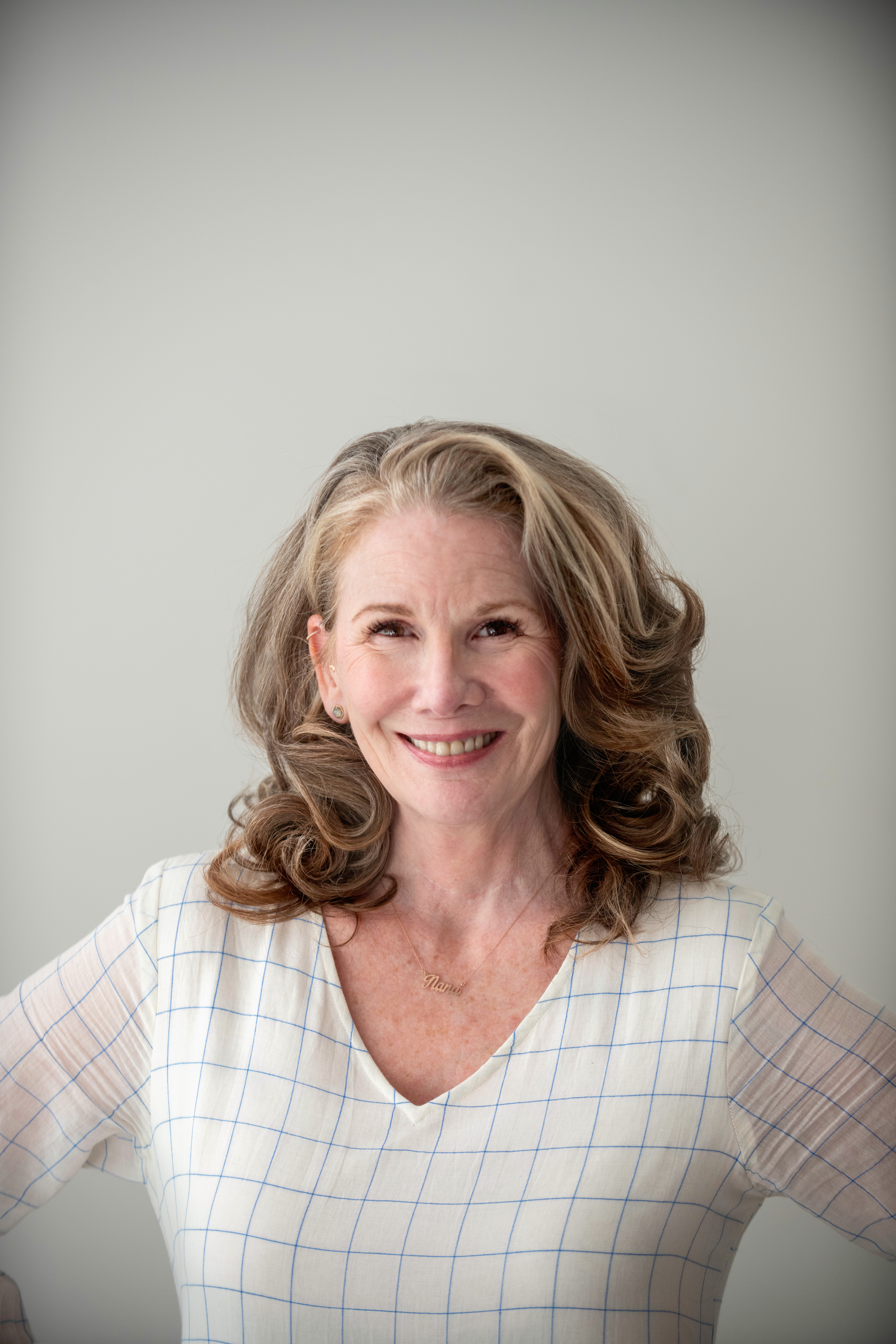
(2023年10月10日)

### 政治家としてのキャリア
2015年8月10日、2016年の選挙において、ミシガン州の選挙区で民主党から下院議員に立候補することを発表した。しかし、2016年5月、健康問題を理由に撤退を表明した。

## 人物

### 交際／結婚歴
俳優ロブ・ロウとの交際は有名で結婚まで噂されたこともあった。それ以外にもトム・クルーズ、ジョン・キューザック、スコット・バイオ、ビリー・アイドルなどと浮名を流す。
大草原の小さな家で敵役だったネリー役のアリソン・アーングリンとは実生活では親友。
逆に姉のメアリー役だったメリッサ・スー・アンダーソンや夫アルマンゾ役のディーン・バトラーとは撮影当時から一定の距離があったと自伝にて認めている。
1988年に脚本家のボー・ブリンクマンと結婚し一児もうけるも、1992年に離婚。1995年に俳優のブルース・ボックスライトナーと再婚したが、2011年離婚を申請した。そして2013年4月、俳優のティモシー・バスフィールドと再々婚をし、ミシガン州に移住した。

## 主な出演作品

### 映画
| 公開年 放映年 | 邦題 原題                                                      | 役名                         | 備考       |
| ------------- | -------------------------------------------------------------- | ---------------------------- | ---------- |
| 1979          | 奇跡の人 The Miracle Worker                                    | ヘレン・ケラー               | テレビ映画 |
| 1980          | アンネの日記 The Diary of Anne Frank                           | アンネ・フランク             | テレビ映画 |
| 1981          | 草原の輝き Splendor in the Grass                               | ウィルマ・ディーン・ローミス | テレビ映画 |
| 1985          | 跳べ!シルベスター Sylvester                                    | チャーリー                   |            |
| 1987          | マフィアの妻(おんな)たち Blood Vows: The Story of a Mafia Wife | マリアン                     | テレビ映画 |
| 1990          | 禁断のメロディ Forbidden Nights                                | ジュディス・シャピロ         | テレビ映画 |
| 1990          | ドナー Donor                                                   | クリスティン・リプトン       | テレビ映画 |
| 1990          | 戦慄のメモリー The Lookalike                                   | ジーナ／ジェニファー         | テレビ映画 |
| 1993          | シャドー・フォース With Hostile Intent                         | ミランダ・バークリー         | テレビ映画 |
| 1993          | 愛は死の香り Dying to Remember                                 | リン・マシューズ             | テレビ映画 |
| 1997          | ファミリー・ストーカー/静かなる隣人 Seduction in a Small Town  | サラ・ジェンクス             | テレビ映画 |
| 1998          | ハー・オウン・ルールズ 母の祈り Her Own Rules                  | メレディス・サンダース       | テレビ映画 |
| 1999          | トゥルー・ファミリー/わが子を抱きしめて Switched at Birth      | サラ・バーロウ               | テレビ映画 |
| 2000          | 私だけに見える恐怖 A Vision of Murder: The Story of Donielle   | ドニエレ                     | テレビ映画 |
| 2001          | サンクチュアリ ストーカーの恐怖 Sanctuary                      | ジョー・エレン・ハサウェイ   | テレビ映画 |
| 2004          | ハザード・ストーム Heart of the Storm                          | キャシー                     | テレビ映画 |

### テレビシリーズ
| 放映年    | 邦題 原題                                    | 役名               | 備考          |
| --------- | -------------------------------------------- | ------------------ | ------------- |
| 1974-1983 | 大草原の小さな家 Little House on the Prairie | ローラ             | 205エピソード |
| 1994-1995 | Sweet Justice                                | ケイト・デラクロイ | 22エピソード  |
| 2002      | プロビデンス Providence                      | ローナ             | 1エピソード   |
| 2005      | Fat Actress ファット・アクトレス Fat Actress | 本人               | 1エピソード   |
| 2006      | NIP/TUCK マイアミ整形外科医 Nip/Tuck         | シャリ・ノーブル   | 1エピソード   |